# Paseo marítimo de La Coruña

Panorámica del Paseo marítimo

El Paseo marítimo de La Coruña  era el paseo más largo de Europa, hasta que en 2016 se le otorgara este título al paseo marítimo de Lanzarote, aun así  el paseo de La Coruña cuenta con aproximadamente 15,05 kilómetros continuos a la orilla del mar.

## Historia

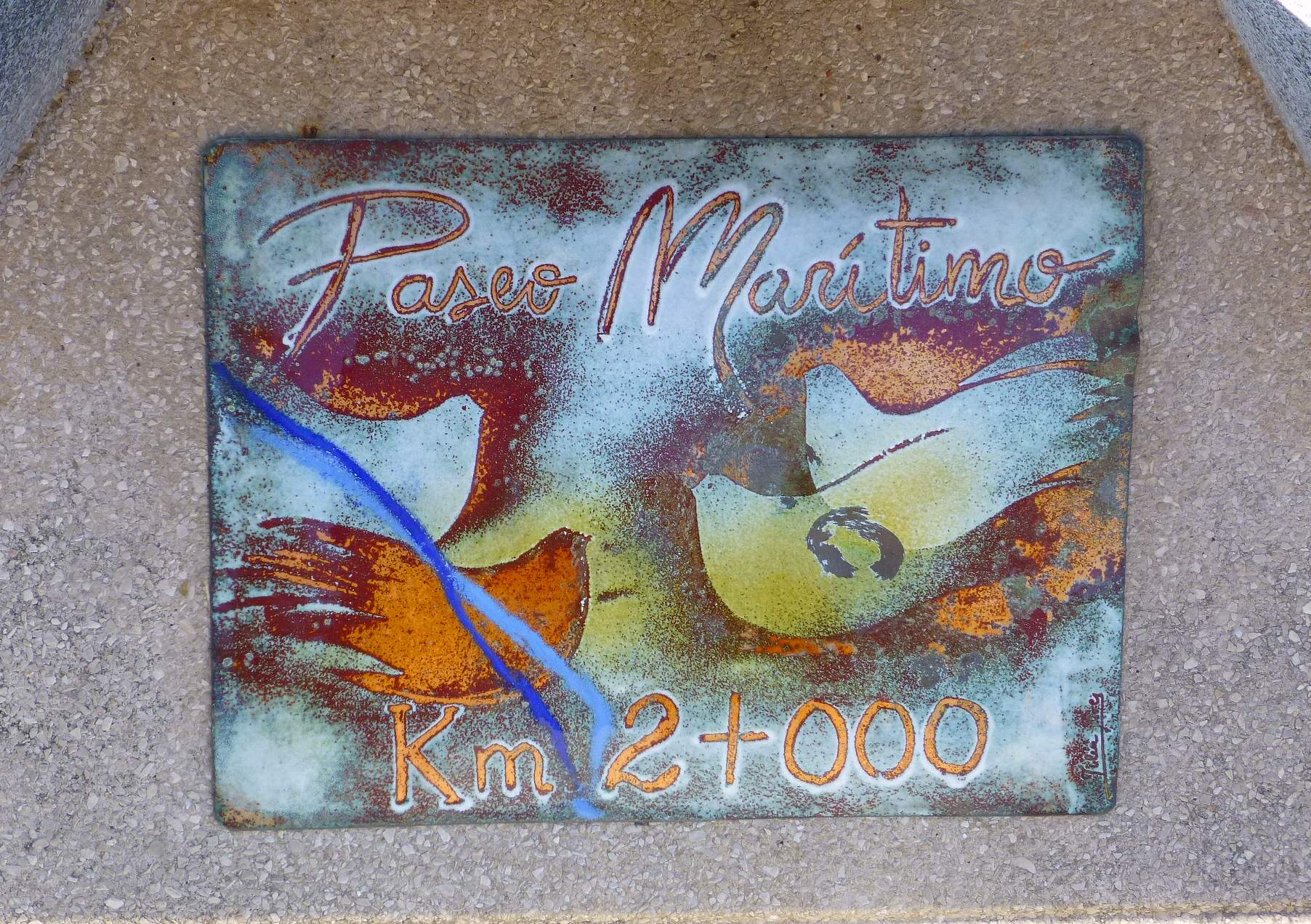
Paseo marítimo de la Coruña.

Los orígenes del actual paseo marítimo están en los proyectos de principios del siglo XX de un paseo, vía de circunvalación de la península coruñesa. En el Plan Cort de 1945 se proponía una carretera desde San Roque por la costa pasando por la Torre de Hércules hasta Oporto, pero no se llegó a realizar. En 1948 en el Planeamiento de Alineaciones se vuelve a hablar de este proyecto. En 1956 ya en vigor la Ley del Suelo se aprueba el Plan General de 1967 concretando una vía sin prioridad peatonal. El Plan de Ordenación Urbana de 1985 fijaba planes de protección, conservación y avance en la zona del actual paseo. En 1986 se presentó el llamado "proyecto Bofill", basado principalmente en intervenciones en la zona portuaria. Propuestas  rechazadas por ser demasiado rompedoras con la estética de la ciudad.
El paseo fue construido por el Puerto de La Coruña, Por el Ayuntamiento de la Coruña, por la Demarcación de Costas del Estado y por la Dirección General de Carreteras del Ministerio de Obras Públicas y Medio Ambiente (Ministerio de Fomento)
El paseo se construyó por partes inconexas entre ellas. Cronológicamente las sucesivas fases fueron:
- Paseo marítimo Orzán-Riazor, fue construido por el ayuntamiento de la Coruña y el Ministerio de Fomento. Tuvo un presupuesto de 1 240 millones de pesetas pagadas al 50% por cada institución.[5] La primera piedra fue colocada por el ministro Javier Sáenz de Cosculluela el 10 de septiembre de 1990 y la inauguración tuvo lugar el 14 de julio de 1992 con la presencia del ministro Josep Borrell.[6]
- Zona del Parrote, construido por el Puerto.
- Orillamar (enlace Orzán-Riazor con el Parrote) con un coste de 3 094 millones de pesetas. Construido por el ayuntamiento, la Dirección General de Carreteras y la Dirección General de Costas. El ayuntamiento puso 1,32 millones de pesetas, terrenos y la gestión de las expropiaciones. El dinero restante fue aportado por las otras instituciones. La obra comenzó en 1993 y la inauguración fue el 26 de febrero de 1996.[7]
- Oza-Los Castros, construido por el Puerto, ubicado junto a la playa de Oza.
- San Roque de Fuera, inaugurado el 8 de mayo de 1995, financiado con los planes FEDER de la Unión Europea y el propio ayuntamiento.
- San Roque al Portiño, inaugurado en 2004.
- El último tramo une Portiño y Bens, donde llegó en 2011.

El paseo recorre así toda la franja costera del ayuntamiento exceptuando las zonas de las Xubias y la zona portuaria.

## Odonimia
El paseo entre la playa del Matadero y la avenida de Rubine está dedicado a Pedro Barrié de la Maza y a continuación comienza la avenida de Buenos Aires, que recibió su nombre por una petición de emigrantes gallegos, después de que la capital argentina dedicara una calle a Concepción Arenal.
En 2006 se bautizó el tramo entre Berbiriana y el Parrote con el nombre del alcalde Francisco Vázquez. El tramo que rodea el Millenium recibe el nombre de su autor, Gerardo Porto, desde 2010, y el tramo entre Los Rosales y El Portiño se denomina desde 2012 Fernando Suárez cómo honra al administrador de la Cocina Económica.

## Puntos de interés
Comenzando desde la zona occidental, límite costero con Arteijo, el paseo marítimo conecta muchos elementos destacados:
- El paseo comienza en las cercanías de la EDAR de Bens, donde se depuran las aguas residuales de la comarca de la Coruña. Desde esta zona se pueden ver las Islas de San Pedro y el Monte de San Pedro, al que se puede acceder desde el paseo mediante un ascensor panorámico.
- Siguiendo el recorrido del paseo se encuentran el obelisco Millenium, instalado para darle la bienvenida al siglo XXI y la Ciudad Deportiva de Riazor, con el estadio y el palacio de los deportes, obras originales del arquitecto Rey Pedreira.
- En la enseada del Orzán se observa la Coiraza, último vestigio en la zona de la muralla de La Coruña, en el que ondean permanentemente las banderas de Galicia y de España. En el lugar se instaló un monumento a los Héroes de Orzán, ahogados durante rescates: los tres policías que murieron en 2013 al tratar de salvar a un estudiante, además de Juanito Darriba (1896) y Francisco Alcaraz (1897).[13]
- En el paseo están dos de los Museos Científicos Coruñeses: el Aquarium Finisterrae y la "Domus" o Casa del Hombre Este fue el primero museo interactivo del mundo dedicado exclusivamente al ser humano, situado en un reconocido edificio firmado por el arquitecto Arata Isozaki. En este tramo está también la torre de Hércules, el principal símbolo de la ciudad, Patrimonio de la Humanidad.
- En el tramo abierto a la ría está la parte trasera del Cementerio de San Amaro, principal cementerio gallego, donde están enterrados destacados gallegos ilustres, como Eduardo Pondal o Manuel Murguía.
- En la zona que rodea la Ciudad Vieja está el parque de la Maestranza, en el que se encuentra un edificio dedicado antiguamente a parque de artillería, el rectorado de la Universidad de la Coruña y el Hospital Abente y Lago. Desde sus cercanías se accede al Castillo de San Antón actual museo arqueológico.

Además, el paseo sirve de acceso a las principales playas coruñesas.

## Características

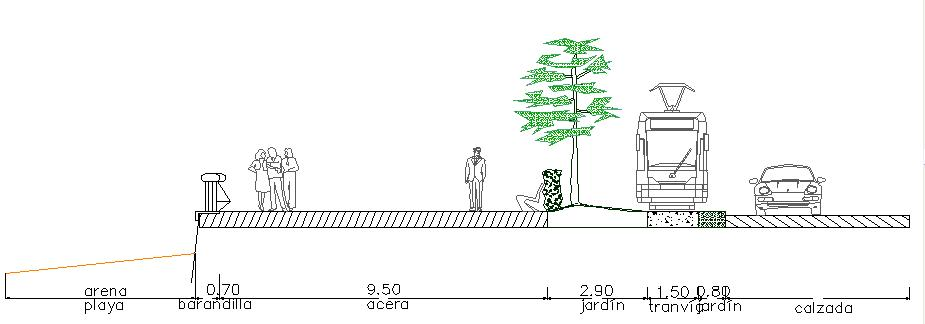
Diseño del paseo en la zona Orzán-Riazor.

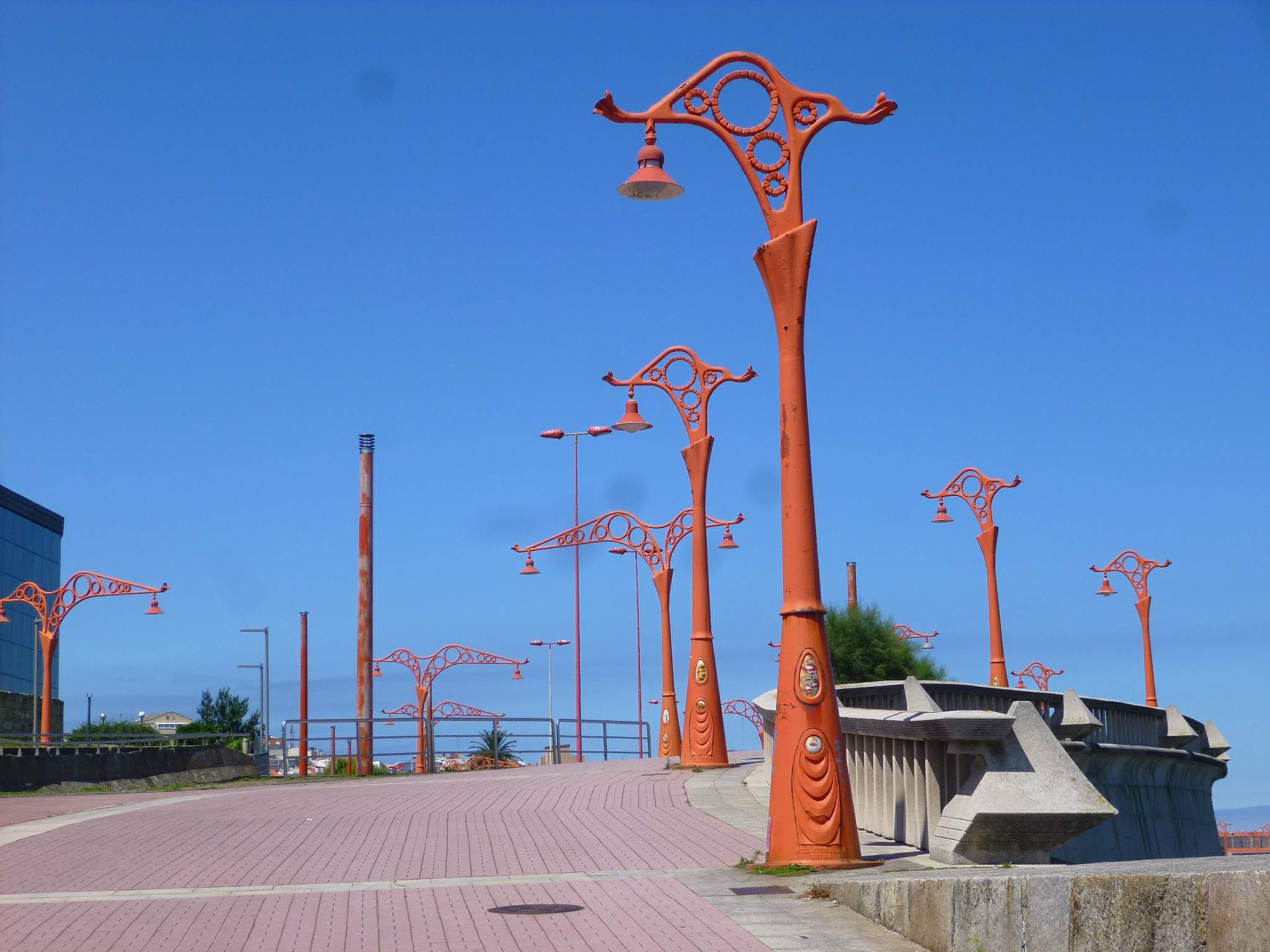
Farolas del paseo.

El paseo marítimo desde su inauguración se fue adaptando y modificando según los usos que la ciudad le fue dando a las infraestructuras. Así el tranvía turístico en un principio con recorrido desde el Parrote hasta Riazor quedó en 2014 limitado al trayecto desde la torre de Hércules hacia Riazor debido a su poco uso y los altos costes que suponía. También el propio paseo y el mobiliario del mismo fueron cambiados, por los destrozos debidos a los temporales en invierno.